# Chlormravenčany

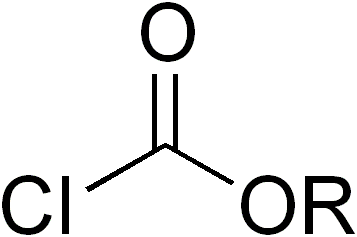
Obecný strukturní vzorec chlormravenčanových esterů

Chlormravenčany (také nazývamé chlorformiáty) jsou soli a estery kyseliny chlormravenčí. Estery jsou většinou těkavé bezbarvé kapaliny, které se působením vzdušné vlhkosti rozkládají. Nejjednodušším chlormravenčanovým esterem je methylchlorformiát.
Chlormravenčany se používají jako reaktanty v organické chemii. například benzylchlorformiát slouží k připojování karboxybenzylové chránicí skupiny a fluorenylmethyloxykarbonylchlorid k připojování fluorenylmethyloxykarbonylové skupiny. Chlormravenčany se často používají v chromatografických metodách jako derivatizační činidla, která přeměňují polární sloučeniny na méně polární a těkavější deriváty a tak usnadňují analýzu řady metabolitů, jako jsou aminokyseliny, aminy, karboxylové kyseliny a fenoly pomocí plynové chromatografie s hmotnostní spektrometrií.

## Reakce
Chlormravenčany reagují podobně jako acylchloridy. Příklady reakcí jsou tyto:
- Reakce s aminy za vzniku karbamátů:

ROC(O)Cl + H2NR' → ROC(O)-N(H)R' + HCl
- Reakce s alkoholy, při níž vznikají estery kyseliny uhličité:

ROC(O)Cl + HOR' → ROC(O)-OR' + HCl
- Reakce s karboxylovými kyselinami za tvorby smíšených anhydridů:

ROC(O)Cl + HO2CR' → ROC(O)-OC(O)R' + HCl
Tyto reakce se obvykle provádějí za přítomnosti zásady, která neutralizuje vznikající kyselinu chlorovodíkovou.